# Station Amsterdam Holendrecht
Station Amsterdam Holendrecht is een station van de Amsterdamse metro in het stadsdeel Amsterdam-Zuidoost en tevens een station aan de spoorlijn Amsterdam Centraal – Utrecht Centraal, die parallel loopt aan de metrolijn. Het station ligt tussen de wijk Holendrecht en het Academisch Medisch Centrum (AMC), waarmee het door middel van een wandelpromenade verbonden is. Bij station Holendrecht bevindt zich tevens een busstation voor zowel stads- als streekbussen.
De naam Holendrecht verwijst naar de wijk Holendrecht, die haar naam weer ontleent aan het gelijknamige riviertje op de grens van de provincies Noord-Holland en Utrecht.
Het is een station met poortjes. De trein en de metro hebben ieder hun eigen OV-chipkaartgebied.

## Metrostation
Het bovengrondse metrostation opende op 14 oktober 1977 als zuidelijk eindpunt van de Holendrechtlijn 54; in 1982 werd deze lijn doorgetrokken naar het huidige eindstation Gein. Sinds 28 mei 1997 wordt station Holendrecht ook bediend door Ringlijn 50, die hier zijn tracé met lijn 54 deelt.
| Lijn | Route                                                                                          |
| ---- | ---------------------------------------------------------------------------------------------- |
|      | Isolatorweg - Sloterdijk - Lelylaan - Zuid - Duivendrecht - Bijlmer ArenA - Holendrecht - Gein |
|      | Centraal Station - Amstel - Duivendrecht - Bijlmer ArenA - Holendrecht - Gein                  |

## Treinstation
Op 14 december 2008 opende naast het metrostation een spoorwegstation Amsterdam Holendrecht. De halte ligt tussen de NS-stations Amsterdam Bijlmer ArenA en Abcoude. In eerste instantie was het station zeer sober ingericht. Pas in het voorjaar van 2011 is een overkapping over de perrons gebouwd. In beide richtingen lopen twee treinsporen. De binnenste sporen, 2 en 5 zijn bedoeld voor sprinters, de buitenste sporen, 1 en 6, voor intercity's. De twee eilandperrons liggen tussen deze sporen en zijn aan de buitenkant (waar de intercity's rijden) afgezet met een hekwerk en deels ligt er geen perron aan deze sporen. Aan de zuidkant van het station bestaat een mogelijkheid tot overlopen. Sporen 3 en 4 zijn de metrosporen.
In maart 2007 werd begonnen aan de bouw van het station met het plaatsen van perronranden.
De gemeenteraad had op 14 maart 2007 een krediet ter beschikking gesteld voor de herontwikkeling van het gebied rondom station Holendrecht in het kader van het SPvE (Stedenbouwkundig Programma van Eisen). In mei 2010 is daarvan een nieuw busstation geopend. Hierbij kregen de GVB lijnen 45 (sinds eind 2015 lijn 41) en 47 hier hun eindpunt in plaats van op het AMC terrein, dit in tegenstelling tot lijn 46 die daar tot zijn opheffing in 2012 wel zijn eindpunt hield.
In de dienstregeling 2025 wordt het station door de volgende treinseries bediend:
| Serie | Treinsoort    | Route | Bijzonderheden |
| ----- | ------------- | --- | --- |
| 4000  | Sprinter (NS) | Uitgeest – Zaandam – Amsterdam Centraal – Amsterdam Holendrecht – Breukelen – Woerden – Gouda – Rotterdam Centraal | |
| 7400  | Sprinter (NS) | Uitgeest – Zaandam – Amsterdam Centraal – Amsterdam Holendrecht – Breukelen – Utrecht Centraal – Driebergen-Zeist  | Rijdt alleen tijdens de brede spitsuren, waarbij net na de ochtendspits en net vóór de middagspits enkel tussen Uitgeest en Utrecht Centraal v.v. wordt gereden. |

## Busstation
| Lijn                                   | Route |
| -------------------------------------- | --- |
| GVB (Concessie Stadsvervoer Amsterdam) | |
| Stadsbus 41                            | Holendrecht - Duivendrecht - Amstelstation                                                                        |
| Stadsbus 47                            | Holendrecht - Gaasperplas - Bijlmer ArenA                                                                         |
| Nachtbus N85                           | Centraal Station → Amstel → Bijlmer ArenA → Gaasperplas → Holendrecht → Bijlmer ArenA → Amstel → Centraal Station |
| EBS (Concessie Zaanstreek-Waterland)   | |
| Spitsbus 276                           | Holendrecht - Bijlmer ArenA - Purmerend P+R N244                                                                  |
| Spitsbus 277                           | Holendrecht - Bijlmer ArenA - Purmerend Purmer-Noord                                                              |
| Spitsbus 278                           | Holendrecht - Bijlmer ArenA - Monnickendam - Edam - Volendam                                                      |
| R-net 370                              | Holendrecht - Bijlmer ArenA - Diemen - Purmerend Tramplein                                                        |

## Afbeeldingen

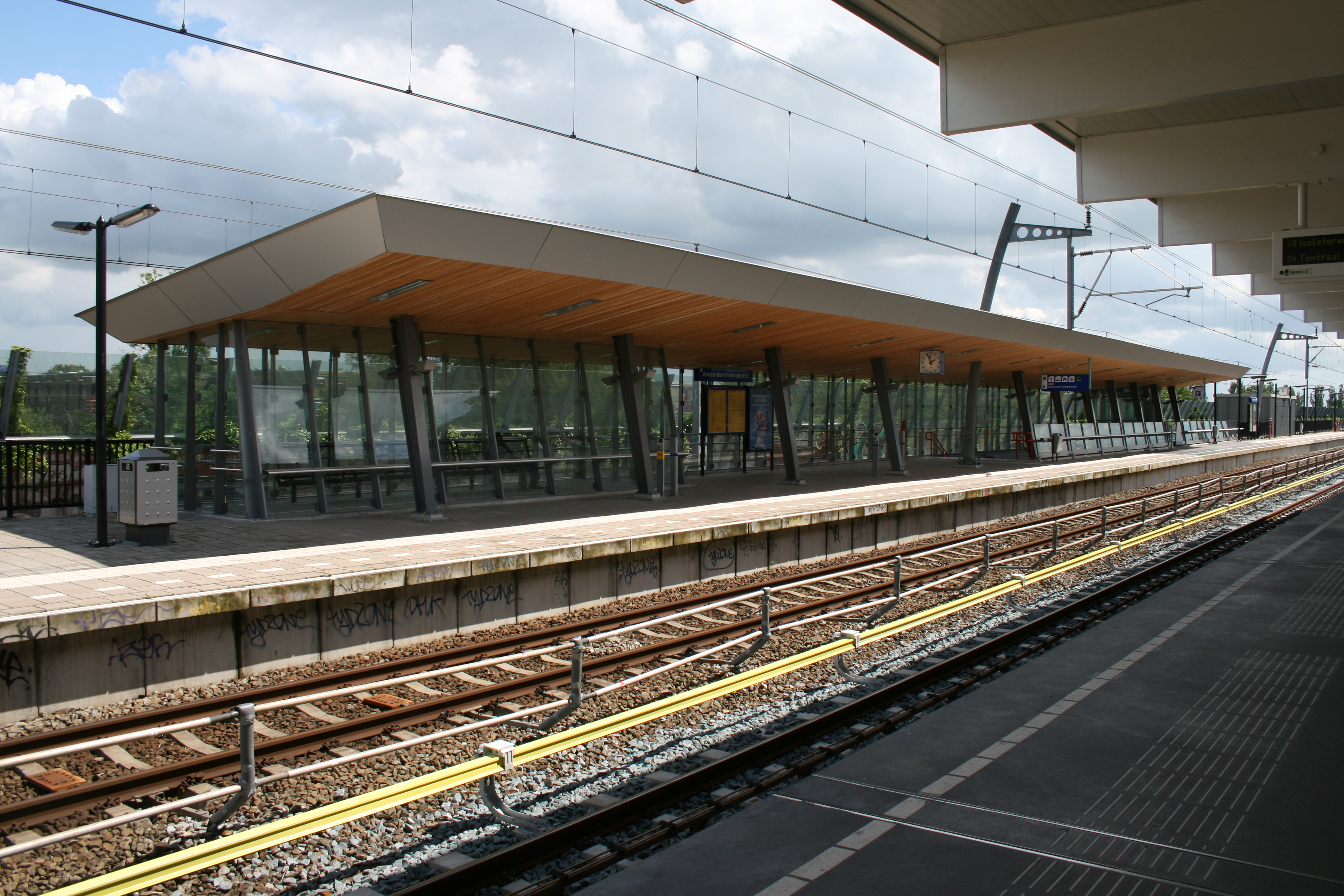
Overkapping oostelijke perron gezien vanaf het metrostation
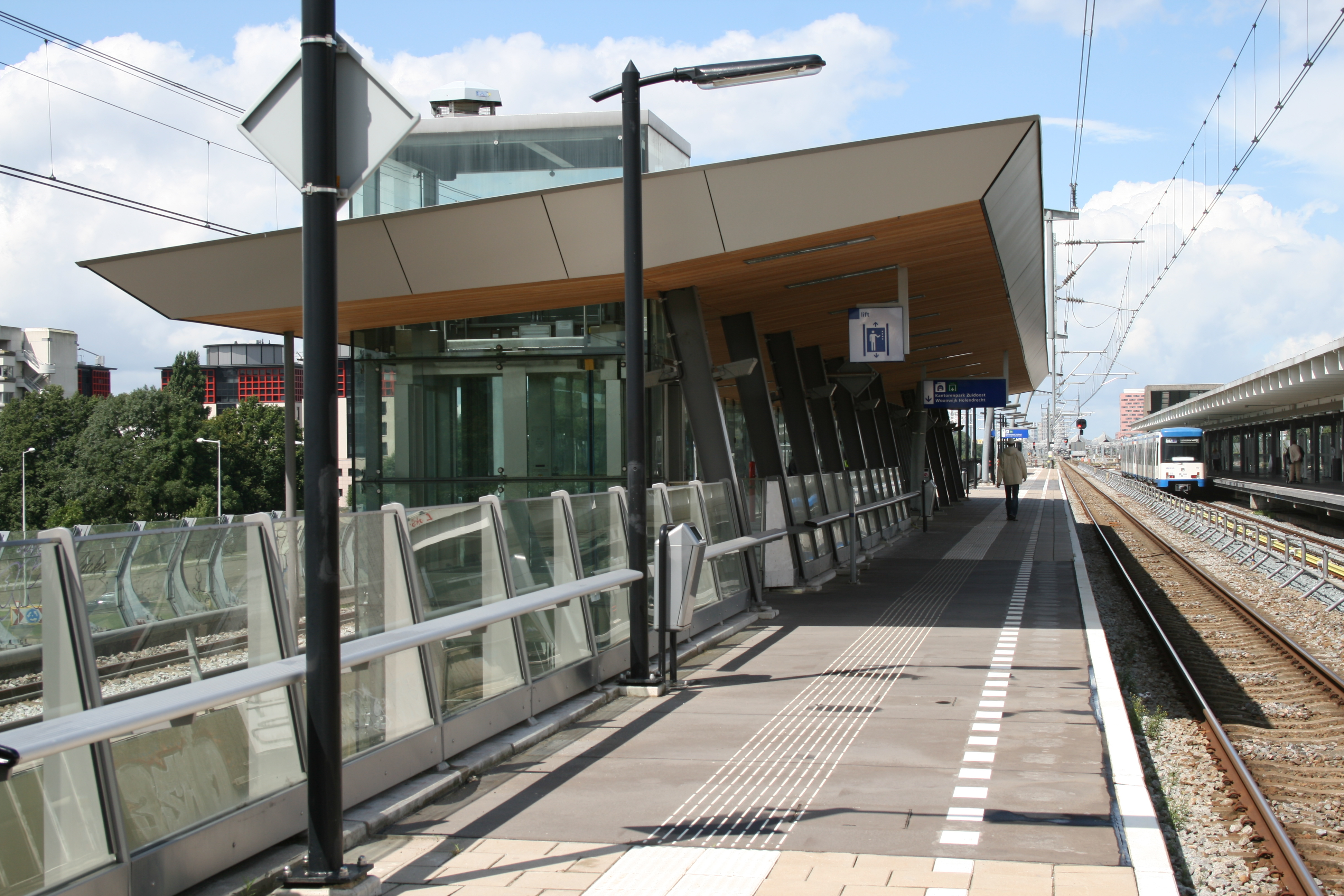
Overkapping westelijke perron
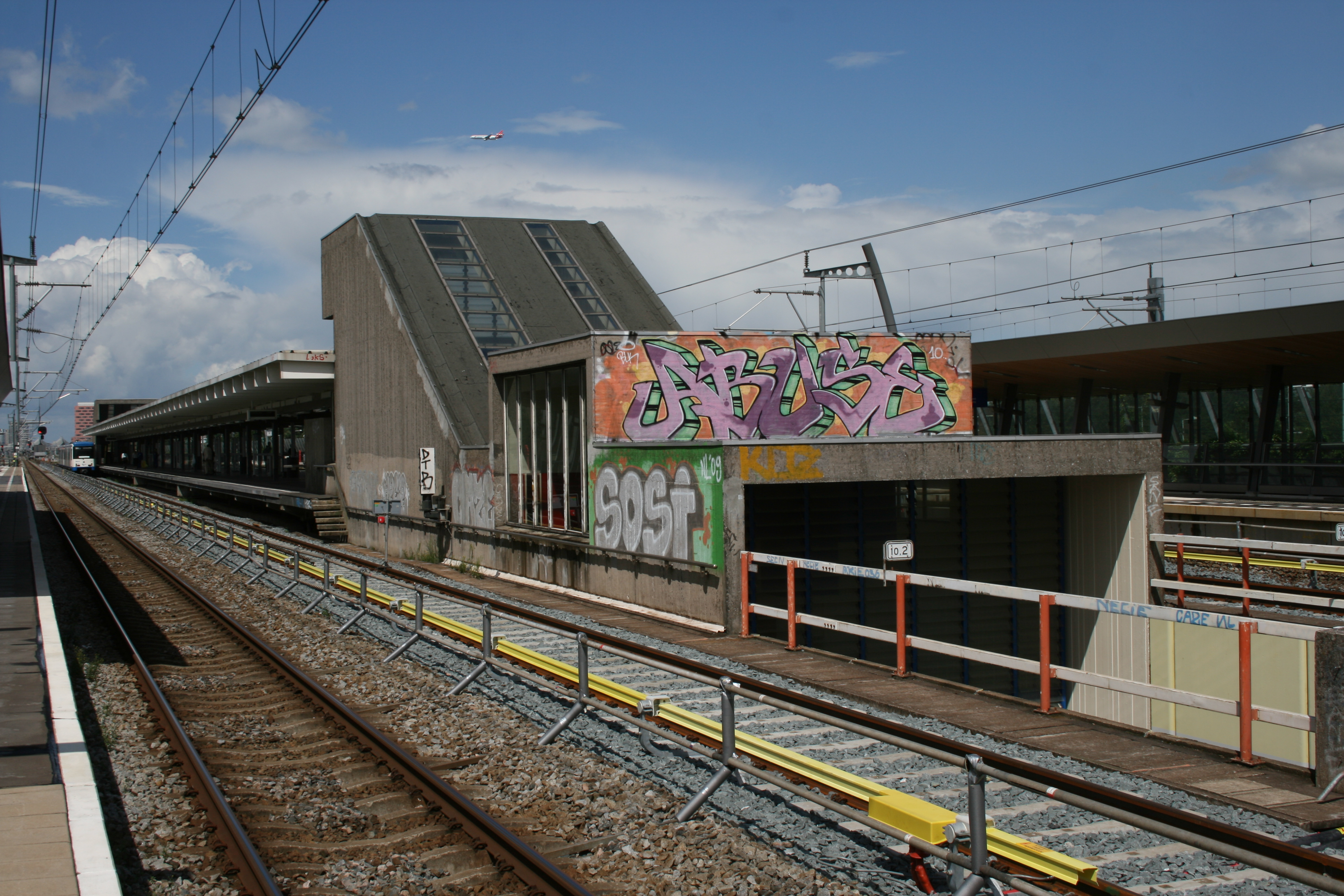
Het uit 1977 daterende metrostation van GVB
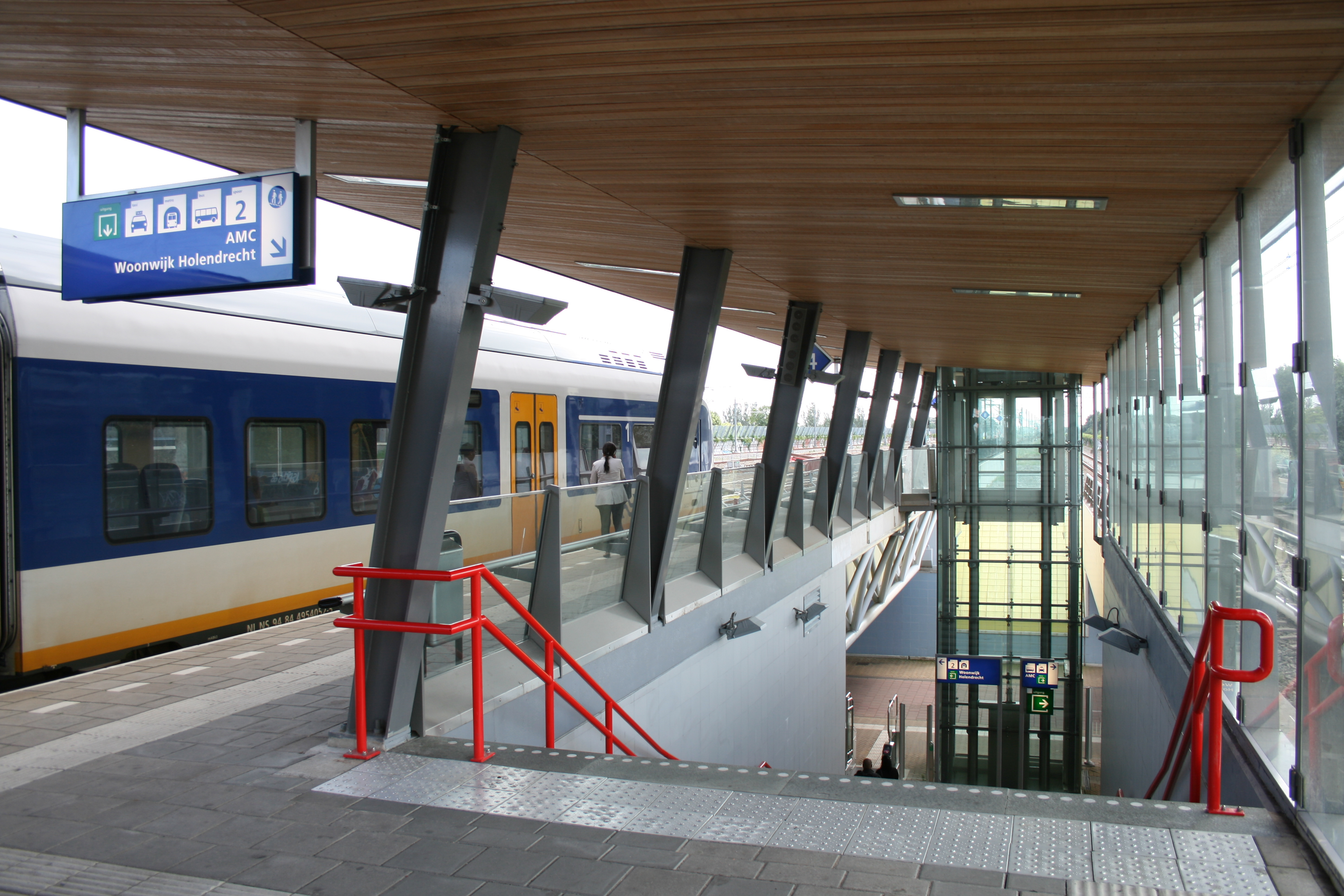
Overkapping oostelijke perron gezien in zuidelijke richting
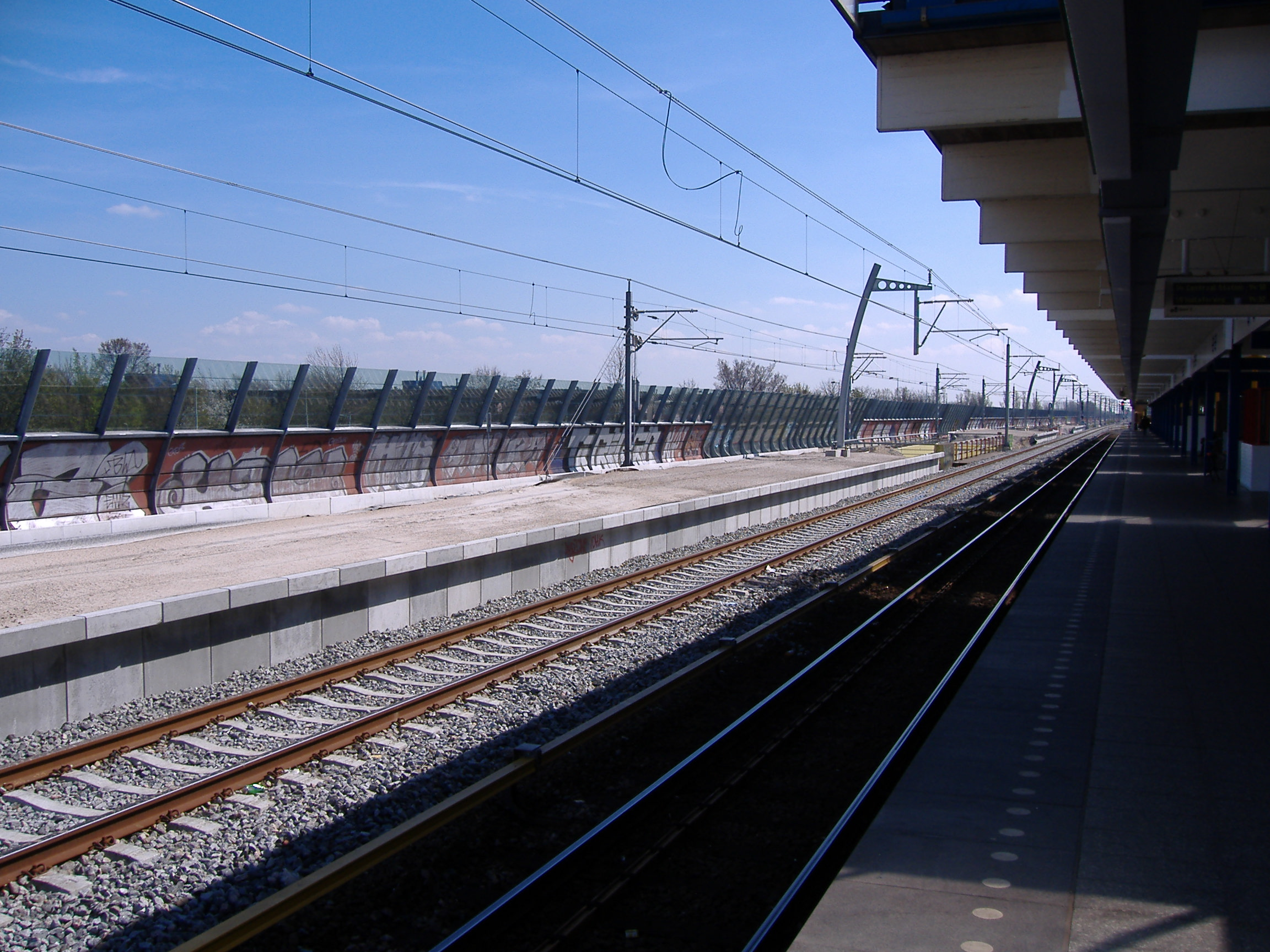
Het perron van het treinstation gezien vanaf het metrostation
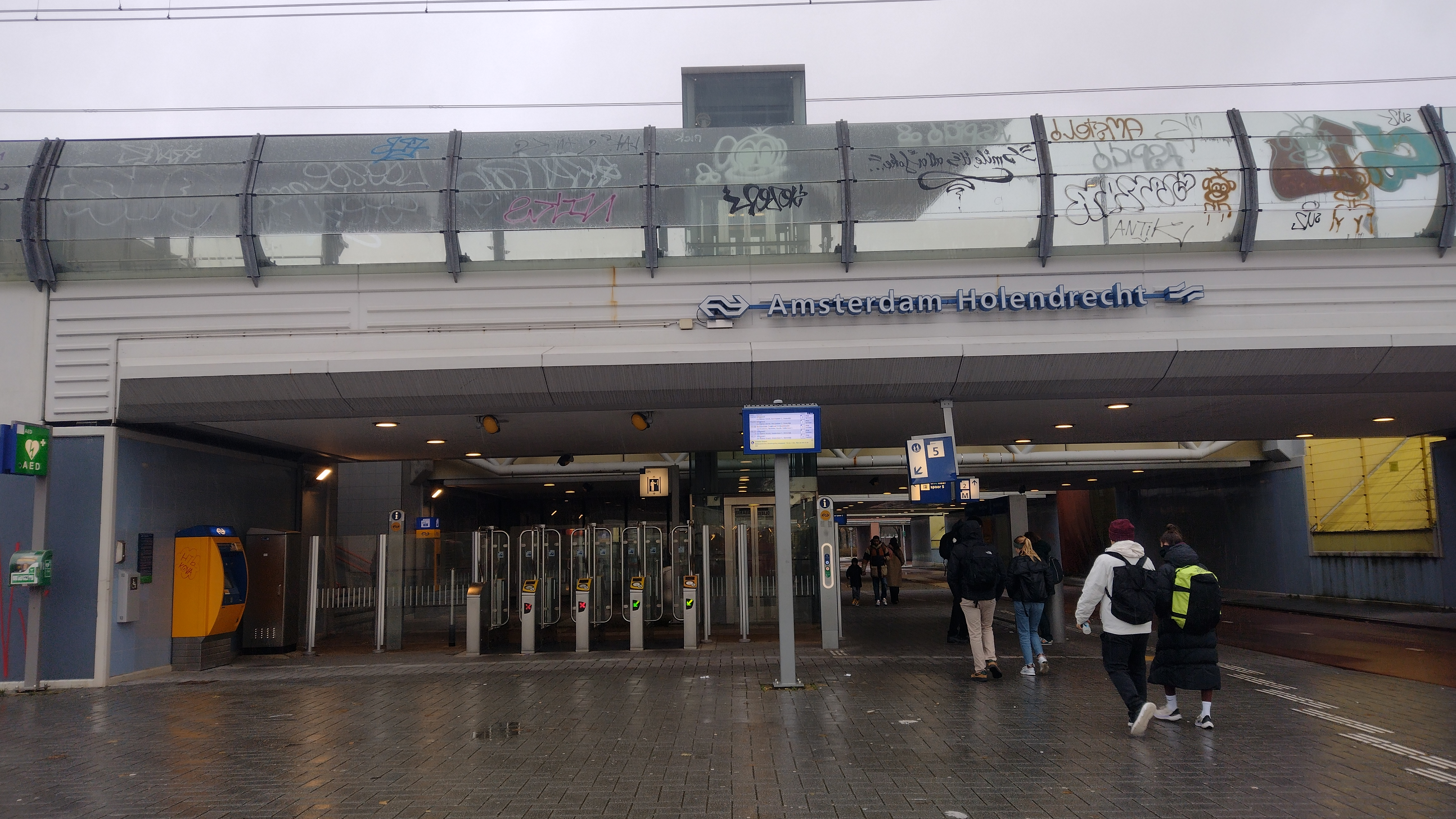
Ingang van het station

## Ontwikkeling aantal reizigers
Het aantal door NS vervoerde reizigers (per gemiddelde werkdag) ontwikkelde zich sedert 2019 als volgt:
| Jaar | Aantal reizigers |
| ---- | ---------------- |
| 2019 | 4.620            |
| 2020 | 2.277            |
| 2021 | 2.587            |
| 2022 | 4.092            |
| 2023 | 4.496            |
| 2024 | 4.177            |